# El devorador de almas
El Devorador de Almas (en inglés: Soul Eater) es el tercer libro de la sexalogía Las Crónicas de la prehistoria, de la escritora inglesa Michelle Paver. Una serie de aventuras prehistóricas que encantarán a niños y jóvenes de todas las edades.

## Argumento
Tras superar una serie de azarosas peripecias, Torak, Renn y Lobo por fin han logrado reunirse y disfrutan de unos días apacibles. Sin embargo, pronto se verán enfrentados a la peor pesadilla imaginable. Durante una rutinaria partida de caza, los Devoradores de Almas secuestran a Lobo con malévolas intenciones. Para seguir la pista de su fiel amigo, Torak tiene que recurrir a su poder de trasladar su espíritu al cuerpo de los animales, aunque el uso de este portentoso don puede acabar destruyéndolo. El enfrentamiento final con los Devoradores se librará en el lejano y helado Norte, donde nuestros valientes protagonistas deberán recurrir a todo su ingenio y coraje en un entorno inhóspito y plagado de peligros indescriptibles.